# 祿萊 35S

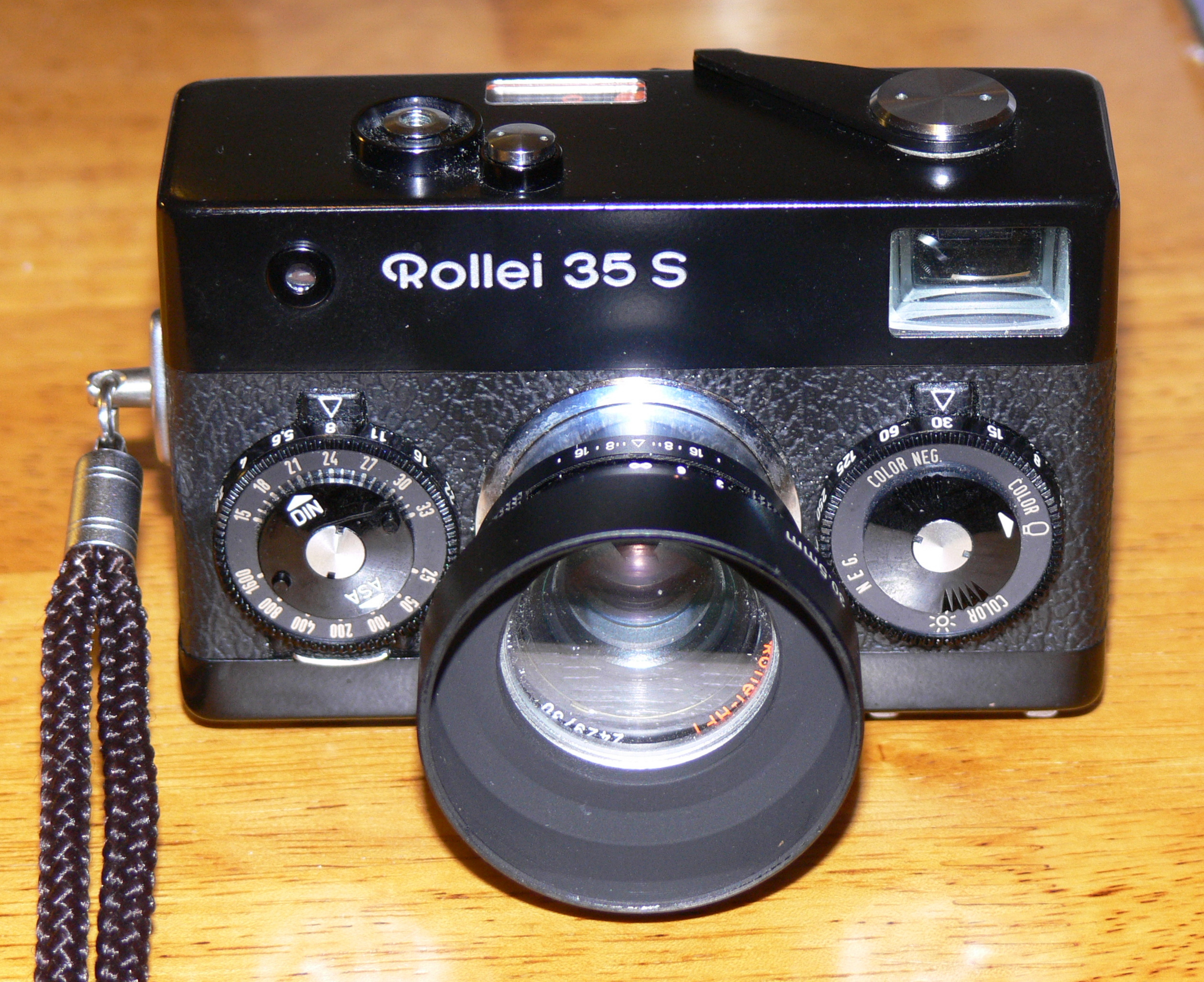
黑色祿萊 35S，戴圆形遮光罩和紫外滤光镜

祿萊 35S 是一部由祿萊公司於新加坡生產的輕巧35毫米照相機。它配備40毫米，2.8光圈 的 Carl Zeiss Sonnar 鏡頭並需要用35毫米底片來拍攝。它的閃光燈位置和一般傳统照相機不同，是建於照相機底部的，倒胶卷把手也在底部；推胶卷把手在左边。禄来35S的镜头是可以缩回机身的。缩入机身之前必须先上发条，将胶卷推进到下一幅，再按下镜头锁钮，才可以缩入镜头。
常用的附件包括圆形的遮光罩、紫外滤色镜、黄色滤色镜和闪光灯、软皮相机袋等。

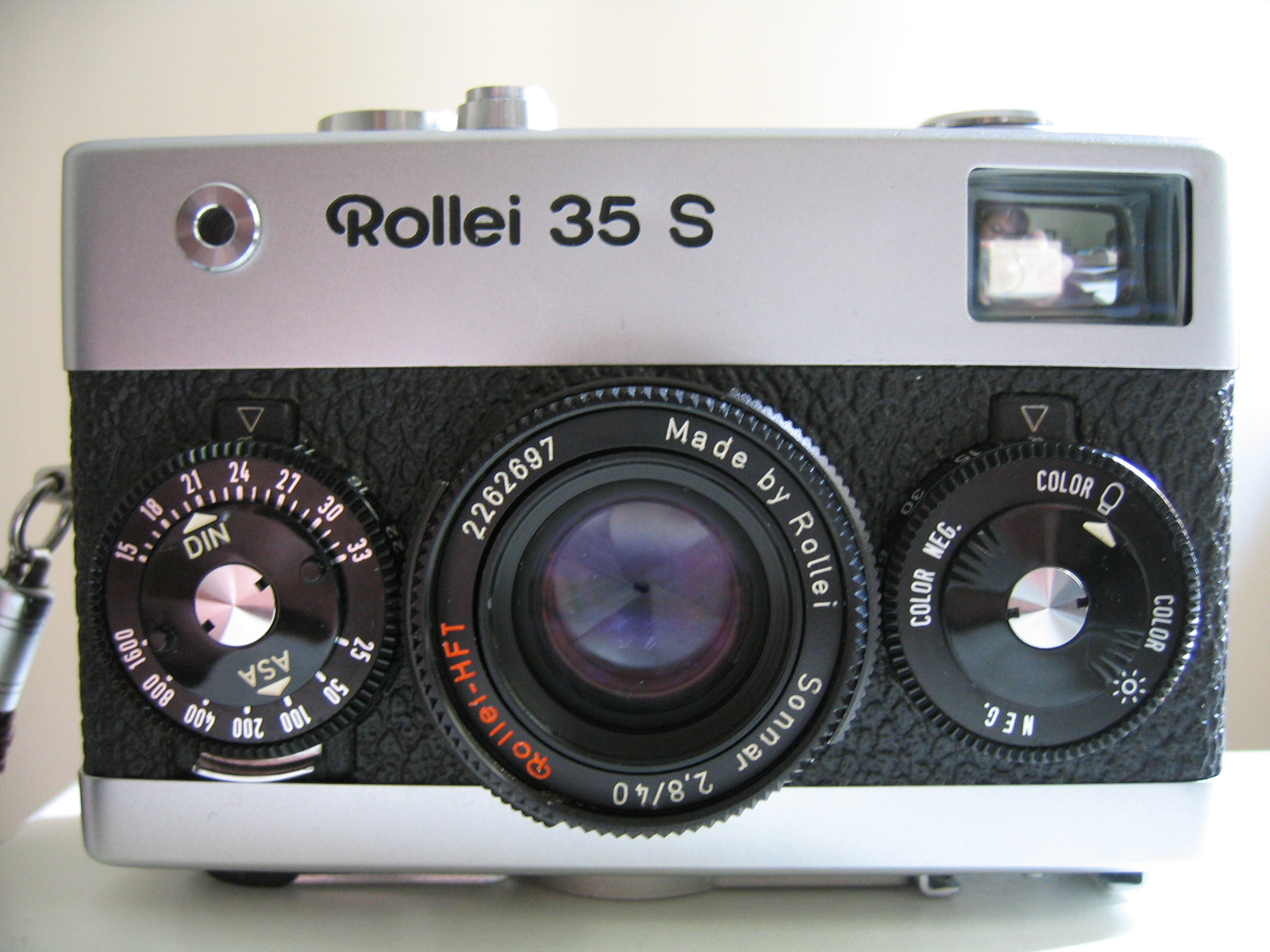
祿萊35S 正面
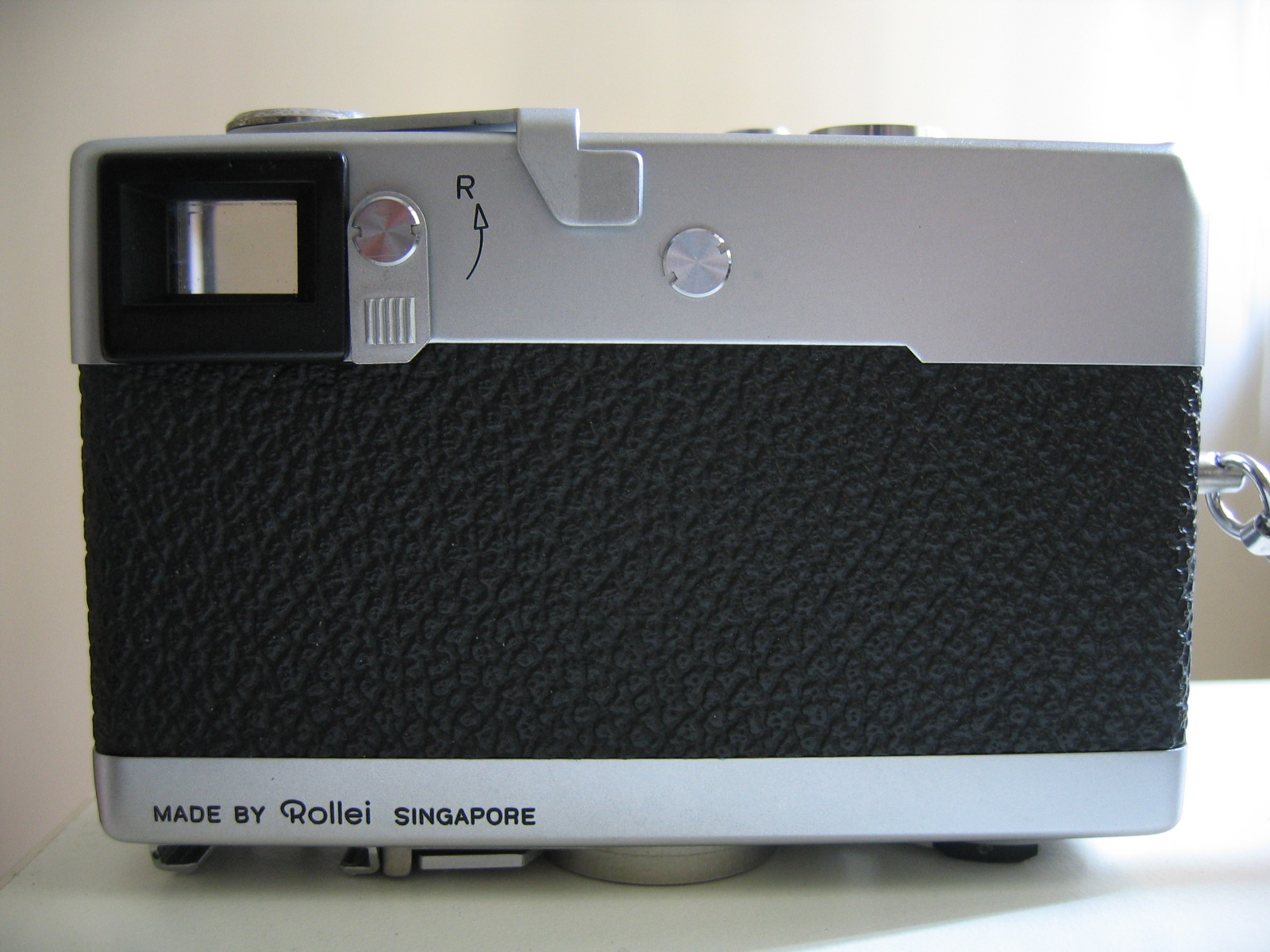
祿萊35S 背面
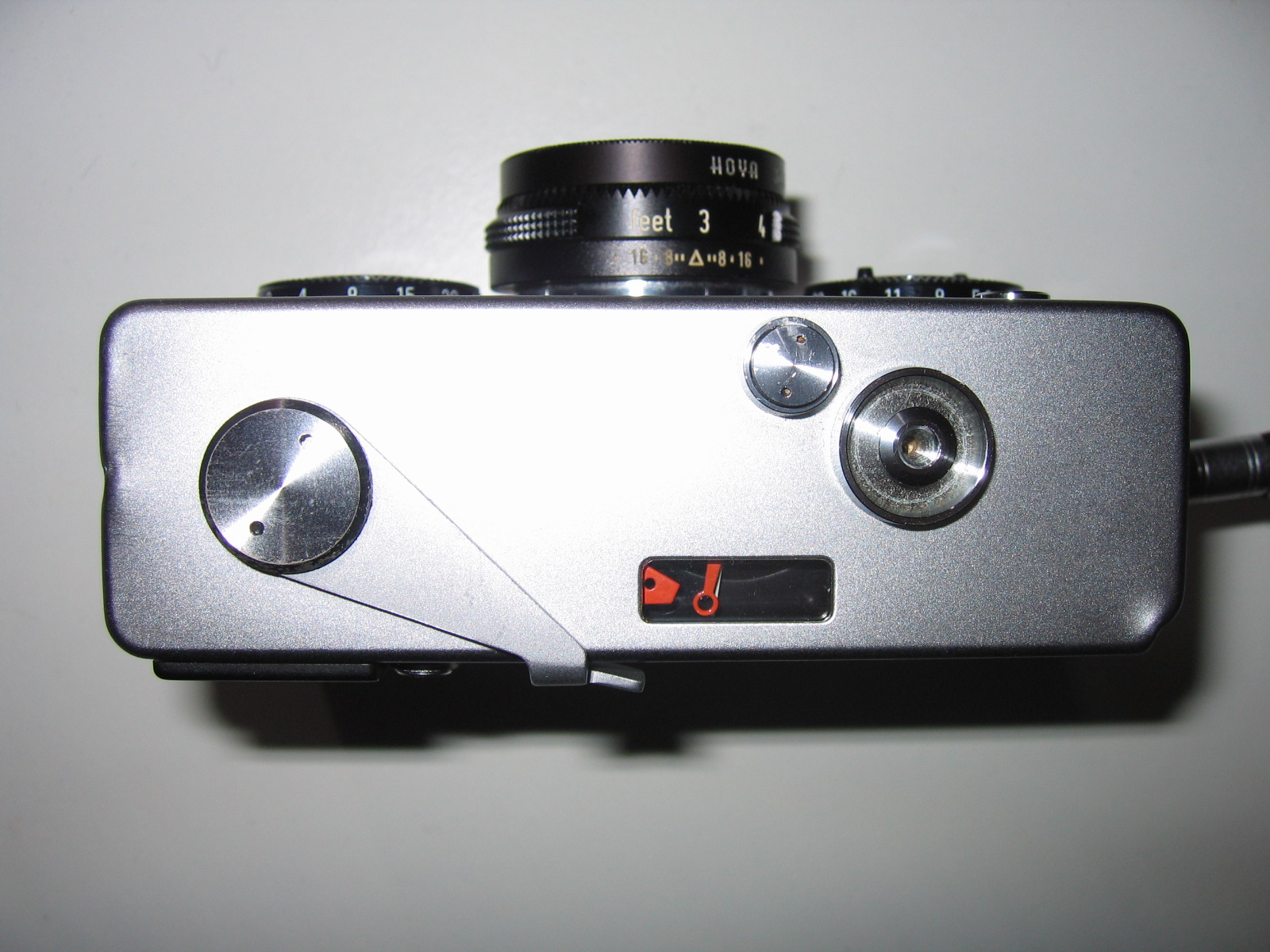
祿萊35S 鳥瞰
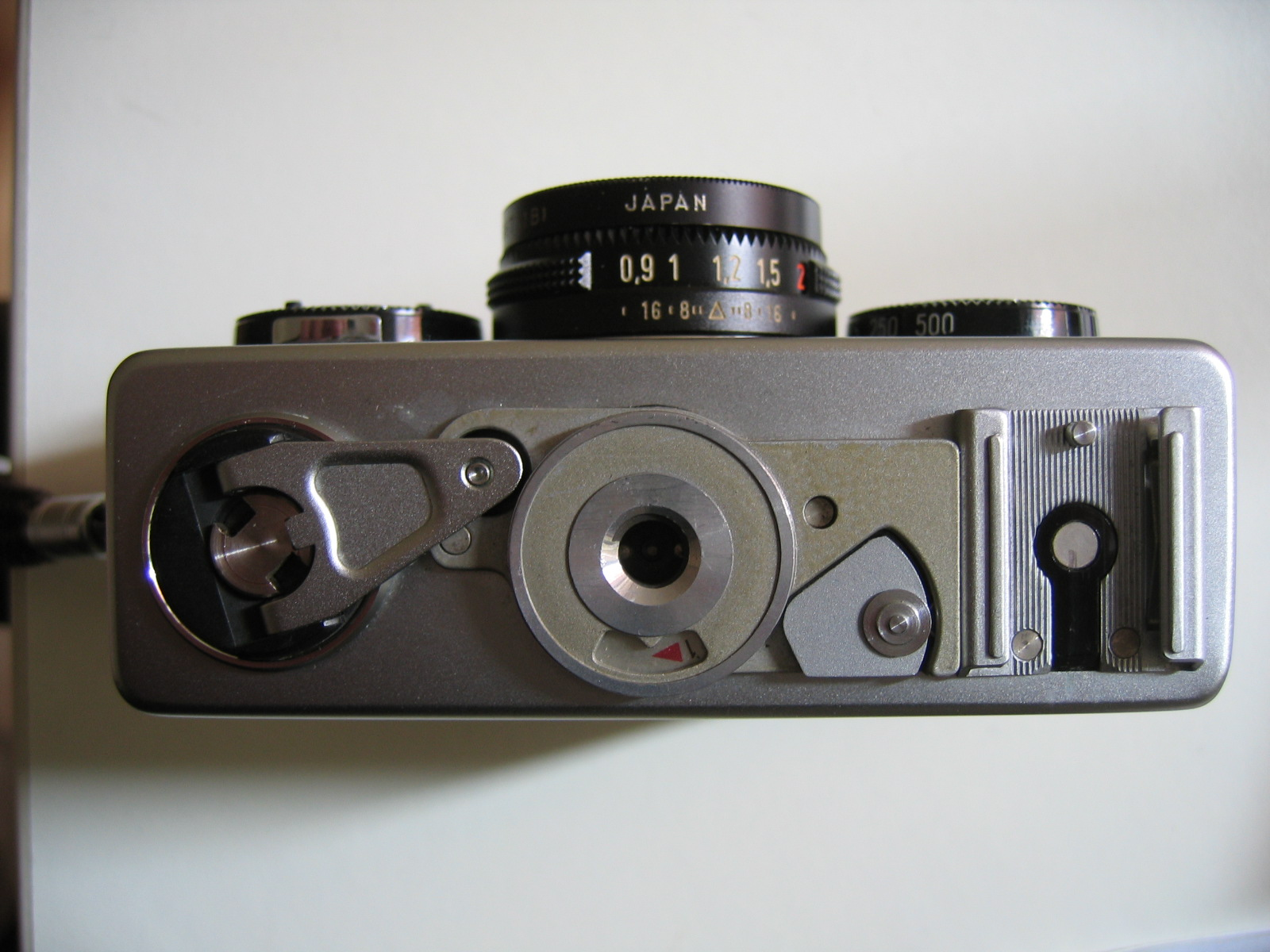
祿萊35S 底部
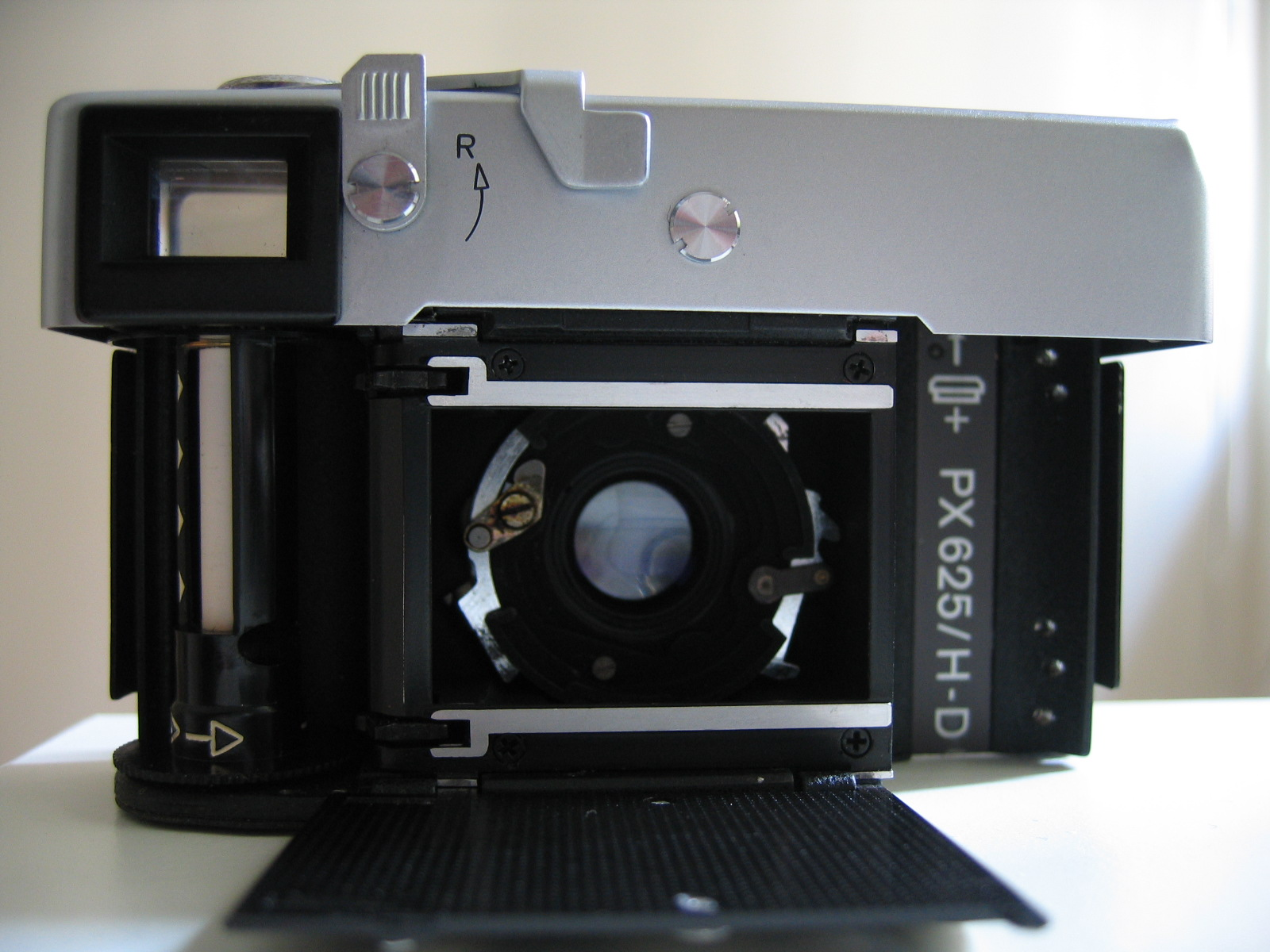
祿萊35S 內部
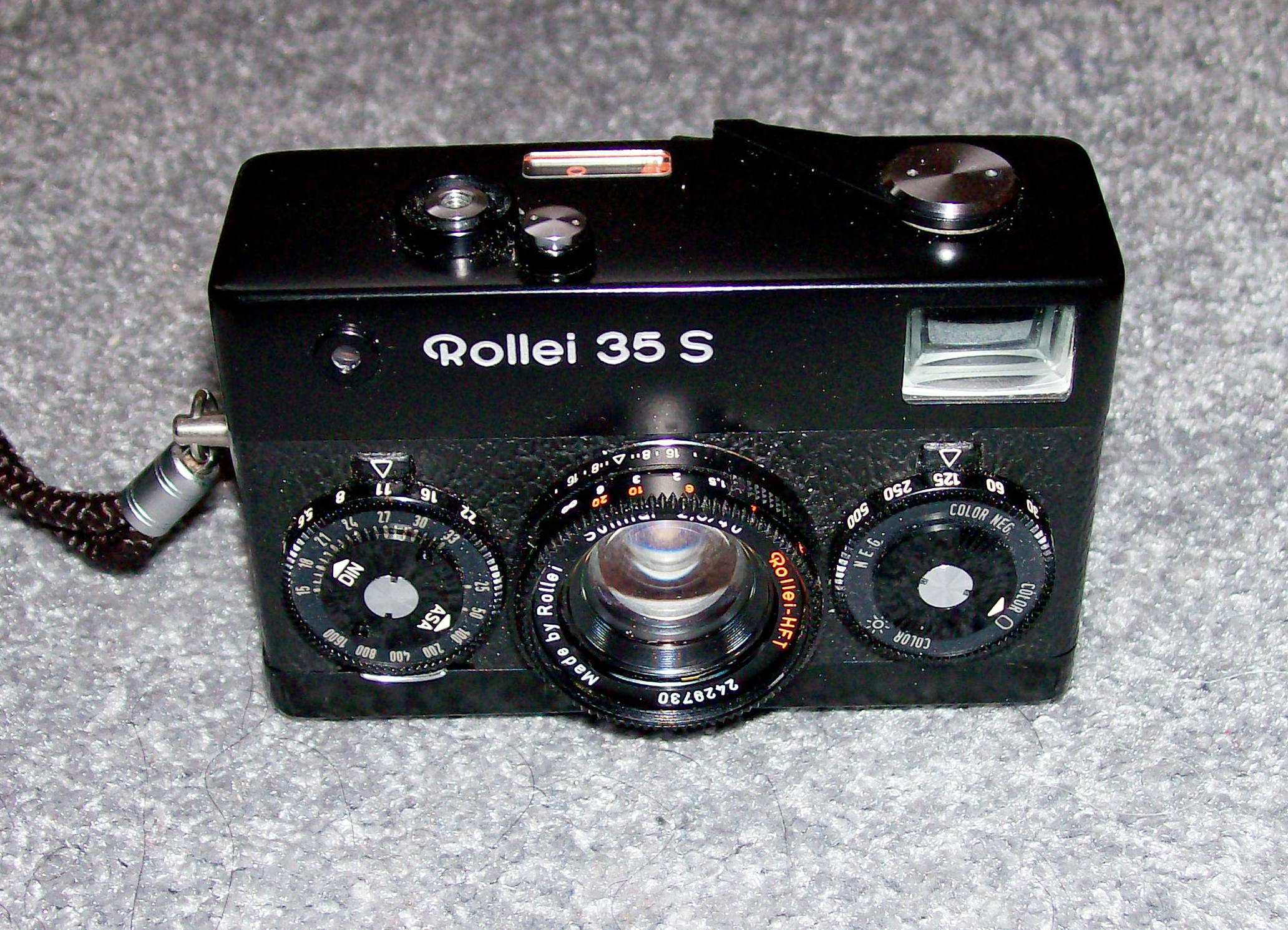
祿萊35S的黑色版本